# Tamweelcom
Jordan Micro Credit Company — работающая под торговой маркой Tamweelcom иорданская микрофинансовая частная компания, специализирующаяся на выдаче микрокредитов на предпринимательскую деятельность женщинам региона.

## Организация
Jordan Micro Credit Company (Tamweelcom) основана 20 июня 1999 года первоначально в виде некоммерческой организации.
Позже она была зарегистрирована в форме общества с ограниченной ответственностью, принадлежащего королевской семье Noor Al-Hussein Foundation (см. Нур аль-Хусейн), от которого, в том числе и получила финансирование.
Кроме иорданской королевской семьи инвестиции поступили в виде гранта от Агентства США по международному развитию (USAID), а также в форме кредитов от местных и международных источников в том числе от Международной финансовой корпорации.
Слово Tamweelcom с арабского переводится как «твои финансы».
Штаб-квартира компании расположена в Аммане (Иордания).
Исполнительным директором Jordan Micro Credit Company с 2006 года является Зияд Аль Рифей (англ. Ziad Al Refai).

## Деятельность
Tamweelcom предоставляет в первую очередь традиционные для социального микрокредитования групповые займы женщинам, которые осуществляют микропредпринимательскую деятельность на дому или ведут небольшие нелицензируемые проекты.
Компания осуществляет также поддержку вышедших на пенсию военных и сотрудников национальной безопасности страны.
Выдаче кредитов сопутствует их микрострахование на случай смерти заёмщика или его инвалидности.
Компания оказывает также нефинансовые услуги — организует предпринимательские сети и ярмарки товаров для своих клиентов.
Кроме коммерческой деятельности компания выдаёт гранты на обучение, обмундирование, оказывает бесплатные медицинские консультации и предоставляет необходимые лекарственные препараты.
Реализует программы по улучшению условий труда, а также комплексные маркетинговые проекты.
Tamweelcom поддерживает предпринимательство в регионе, в том числе и создав собственную премию в этой области для молодёжи Fekrati Award for Entrepreneurship.

## Показатели деятельности
На март 2012 года у Tamweelcom было 59 563 активных заёмщика с совокупным кредитным портфелем около 21 млн долларов США.

## Награды и премии
Руководитель Tamweelcom Зияд Аль Рифей был назван Фондом Шваба в 2009 году социальным предпринимателем года.